# Ain Dubai
Ain Dubai ( en árabe: عين دبي‎) es la noria más grande y alta del mundo ubicada en la isla artificial Bluewaters Island, cerca del distrito de Dubai Marina en Dubai, Emiratos Árabes Unidos. Mide 250 metros de altura.
La noria (antes llamada Dubai Eye y Dubai-I) fue anunciada en 2013. Su construcción comenzó en mayo de 2015, anticipando la finalización a principios o mediados de 2019. Más tarde fue retrasada su apertura con el objetivo de abrir el 20 de octubre de 2020, para coincidir con la Exposición Universal de 2020, pero tuvo que posponerse debido a la pandemia de COVID-19. Su apertura fue el 21 de octubre de 2021.
Cuando se complete, Ain Dubai tendrá 82,4 m (270 pies) más que la actual noria más alta del mundo actual, la High Roller de 167 metros, que se inauguró en Las Vegas en marzo de 2014.
La noria podrá transportar hasta 1.400 pasajeros en sus 48 cápsulas y ofrecerá vistas del Dubai Marina y de otros atractivos de la ciudad como el Burj Al Arab, Palm Jumeirah y el Burj Khalifa. Su base servirá como zona de entretenimiento, y contará con una pantalla LED de 80 metros.